# Robert Addie
Robert Addie, Robert Alistair Addie, född 10 februari 1960 i London, död 20 november 2003 i Cheltenham, var en brittisk skådespelare. Han spelade ofta engelska överklassnobbar eller medeltida riddare, det sistnämnda eftersom han, med anledning av sin bakgrund som professionell hästpolospelare, var en skicklig ryttare. 

## Biografi
Addie adopterades bort av sin biologiska mor, en dansare, och hamnade sex månader gammal hos ett förmöget par på landsbygden i engelska Gloucester. Han fick sin utbildning vid det prestigefyllda Marlborough College, men lämnade skolan 16 år gammal för att gå med i den engelska National Youth Theatre i London. Under sin tid vid teatern fick han 1977 sin första filmroll i den psykologiska thrillern Syndernas förlåtelse med bland andra Richard Burton i en av huvudrollerna. Han arbetade under denna period också med hästpolo och som hästtränare.
1978 lämnade Addie National Youth Theatre då han blev antagen till den prestigefyllda dramaskolan Royal Academy of Dramatic Art (RADA) i London. Han planerade att studera drama från grunden vid skolan, men hoppade av utbildningen ett år senare efter att John Boorman erbjöd honom rollen som den vuxne Mordred i filmen Excalibur (1981).
Addie återupptog aldrig studierna efter att Boormans film var klar utan fortsatte istället sin skådespelarkarriär med flera andra roller inom både film och TV. Med ett enda undantag, TV-serien Stalky & Co. (1982), spelade Addie genom hela sin karriär aldrig några ledande huvudroller, utan byggde i princip hela sin karriär på gediget arbete som birollsinnehavare. 1984 blev han ett välkänt ansikte för den stora internationella TV-publiken för rollen som Sir Guy of Gisburne i TV-serien Robin av Sherwood (1984–1986), en roll som han än idag är mest känd för.
På grund av ett trassligt privatliv drog sig Addie tillbaka från skådespelarkarriären i slutet av 1980-talet. Efter att ha bott utomlands några år i bland annat Spanien och senare USA återvände han till England 1995, där han fortsatte att verka som skådespelare fram till sin död.
Robert Addie dog hastigt i lungcancer den 20 november 2003, tre veckor efter att han hade fått diagnosen cancer av sina läkare. Under sitt 43-åriga liv var han gift och skild tre gånger. Han efterlämnade tre barn.

## Filmografi i urval
- Lorna Doone (2002)
- Intimacy (2001)
- Monarch of the glen (Karl för sin kilt) (2000) (TV-serie)
- Maria, Jesu mor (1999)
- Robin Hoods nya äventyr: The Devil's Bride (1997) (TV-serie)
- Red Dwarf: Timeslides (1989)
- Crossbow (Wilhelm Tell) (1988)
- A Hazard of Hearts (1987) (TV)
- I'll Take Manhattan (1987) (TV-serie)
- Lost Belongings (1987) (TV)
- Sherlock Holmes återkomst (1986) (TV-serie)
- Robin av Sherwood (1984–1986)
- Dutch Girls (1985)
- Another Country (Ett annat land) (1984)
- The First Olympics: Athens 1896 (1984) (TV)
- Andy Robson (1983) (TV-serie)
- Stalky & Co. (1982) (TV-serie)
- Excalibur (1981)
- Barriers (1980) (TV-serie)
- Syndernas förlåtelse (1978)